# 2e division d'infanterie (Australie)
La 2e division australienne est une unité de l’Armée australienne qui rassemble toutes les brigades de réserves d’Australie : la 4e brigade de l’État de Victoria, les 5e et 8e brigades de Nouvelle-Galles du Sud, la 9e en Australie-Méridionale et Tasmanie, et la 13e en Australie-Occidentale. La 2e division a été formée pour la première fois en 1915, au cours de la Première Guerre mondiale au sein de la première force impériale australienne et combattit au cours de la campagne de Gallipoli puis sur le front occidental en France et en Belgique.

## Histoire
La 2e division australienne a été formée en Égypte, le 10 juillet 1915 au sein de la première force impériale australienne pour servir de renfort à l’Armée britannique pendant la Première Guerre mondiale. Elle combattit au cours de la dernière phase de la bataille des Dardanelles.
Le commandement de la division fut confié au lieutenant general James Legge. Des unités de la 2e division furent envoyée à l’ANZAC Cove à la mi-août 1915 dans un secteur calme de la ligne de front. Seul le 18e bataillon connut de sérieux combats le 22 août. En décembre 1915, la 2e division regagna l’Égypte.
Elle fut ensuite engagée sur le front occidental jusqu’à la fin de la guerre. Dissoute après la Grande Guerre, la 2e division australienne a été reconstituée comme unité de réserve.

### Bataille de la Somme
Les 1re et 2e divisions australiennes furent envoyées en France dans le secteur d’Armentières. À la mi-juillet 1916 alors intégrée à l’ANZAC, elle fut envoyée sur le front de la Somme.

#### Bataille de Pozières
L’ANZAC rejoignit l’armée de réserve britannique du général Hubert Gough et participa à la bataille de Pozières. La 2e division monta en ligne à partir du 27 juillet 1916, après de retrait de la 1re division australienne qui avait subi de très lourdes pertes. Les combats furent acharnés sans réels gains de terrain. La 2e division attaqua de nouveau le 4 août et prit la ligne de tranchée OG 2 et une partie de la crête. Les Allemands ripostèrent par de violents tirs d’artillerie. Après douze jours sur la ligne de front et après avoir perdu 6 846 hommes, la 2e division fut relevée par la 4e division australienne, le 6 août.

#### Bataille de la ferme du Mouquet
Le 22 août 1916, relevant une nouvelle fois la 1re division australienne, la 2e division prit part à la bataille de la ferme du Mouquet, point fortifié de l’Armée allemande, qu’elle investit le 26 août au prix de la perte de 1 268 hommes sans parvenir à l’enlever. Au soir du 26 août, la 4e division australienne relevait la 2e.
Le 5 septembre 1916, l’ANZAC était envoyé au repos à Ypres puis fut rappelée sur la Somme où elle rejoignit la 4e armée britannique pour tenir le secteur de Flers.
La 2e division, dans un terrain boueux, réussit, le 5 novembre, à prendre une série de tranchées allemandes appelée le « Labyrinthe ». Une contre-attaque allemande réduisit à néant ces efforts et les pertes totales de la 2e division furent de 1 720 victimes pour les deux attaques.

### Retrait allemand sur la ligne Hindenburg
À la mi-janvier 1917, la 2e division fut relevée par la 5e division australienne. À la fin février, lors du retrait allemand sur la ligne Hindenburg, la 2e division fut chargée de mener des attaques contre l’arrière-garde allemande sur la ligne Loupart-Le Tranloy. À partir du 17 mars 1917, la 2e division fut réorganisée et poursuivit l’attaque de la retraite allemande. Le 20 mars, la 6e brigade attaqua le village fortifié de Noreuil dans le Pas-de-Calais sans succès. Le 26 mars, ce fut la prise du village de Lagnicourt. Le 2 avril, Noreuil, Louvernal et Doignies étaient pris par les 4e et 5e divisions australiennes. Les troupes australiennes étaient désormais à distance de frappe de la ligne Hindenburg.

### Ligne Hindenburg
Lors de l’offensive d’Arras, la 2e division australienne était en appui pendant la première bataille de Bullecourt le 13 avril 1917. Le 3 mai débuta la deuxième bataille de Bullecourt pendant laquelle la 2e division subit six contre-attaques allemandes. Le 9 mai, la 2e division fut relevée par la 5e division australienne.

### Troisième Bataille d’Ypres
Le 22 juillet 1917, la 2e division australienne participa à la 3e bataille d’Ypres dite « bataille de Passchendaele ». Lors de la deuxième phase de la bataille, elle prit part à la bataille de la route de Menin avec la 1re division australienne et la 9e division écossaise. Le 22 septembre, la 4e division australienne relevait la 2e. Du 29 septembre au 1er octobre, la 2e division australienne prit part à la bataille de Broodseinde. Le 4 octobre lors d’une attaque allemande qui fut repoussée, la 2e division atteint tous ses objectifs au prix de 2 174 victimes. À la bataille de Poelcappelle qui débuta le 9 octobre sur un sol boueux, la 2e division ne put gagner du terrain mais tint ses positions jusqu’au 27 octobre 1917 où elle fut relevée.

### Bataille du Kaiser
La 2e division australienne revint dans la Somme le 4 avril 1918 pour contrer l'offensive allemande connue sous le nom d’opération Michaël dans le secteur de Villers-Bretonneux et de Dernancourt. Jusqu’au 19 avril, ses unités en appui de l’Armée britannique participèrent aux combats autour de Villers-Bretonneux. Devenue division de réserve le 2 mai 1918, la 2e division australienne attaqua les Allemands et prit les villages de Morlancourt et de Ville-sur-Ancre. Le général Charles Rosenthal prit le commandement de la 2e division le 22 mai. Le 10 juin, la 7e brigade australienne réussit une percée entre Morlancourt et Sailly-Laurette grâce à une attaque bien planifiée montrant l’absence d’offensive allemande prévue sur Amiens.

### Bataille du Hamel
En réaction face à la percée australienne de Morlancourt, l’artillerie allemande riposta près du village du Hamel à proximité de Villers-Bretonneux. La prise du saillant du Hamel fut décidée. Les 2e, 3e et 4e divisions australiennes attaquèrent le 4 juillet 1918. Ce fut une victoire totale des troupes australiennes qui brisèrent la résistance allemande en 93 minutes. Deux bataillons du 129e régiment du corps expéditionnaire américain étaient venus renforcer la 2e division australienne.

### Offensive des Cent-Jours

#### Bataille d’Amiens
Le 8 août 1918, commençait la bataille d’Amiens, prélude à l’offensive des Cent-Jours. Les 2e et 3e divisions australiennes attaquèrent les positions allemandes à Villers-Bretonneux, atteignant leurs objectifs ; elles furent renforcées par les 4e et 5e divisions australiennes. Les villages de Vauvillers, Framerville-Rainecourt furent enlevés par la 2e division australienne entre les 9 et 11 août, au prix de 1 295 victimes. La division fut relevée le 19 août. Le 26 août, la 2e division avançait le long de la Somme vers Péronne. L’objectif était la prise du point fortifié allemand du mont Saint-Quentin qui dominait la ville et la vallée de la Somme.

#### Bataille de Mont-Saint-Quentin
L’Armée australienne réussit à prendre le mont Saint-Quentin, au nord de Péronne, le 31 août 1918 en faisant agir conjointement les 2e, 3e et 5e divisions. Mais une contre-attaque permit aux Allemands de reprendre ce point stratégique. Les Australiens attaquèrent de nouveau le 1er septembre et l’attaque se poursuivit le 2 septembre. Le 4 septembre la 2e division, qui avait perdu 1 370 hommes, était relevée.

#### Ultimes batailles
Début octobre, le corps d’armée australien et les troupes américaines étaient parvenus à s’emparer des principales défenses de la ligne Hindenburg lors de la bataille du canal de Saint-Quentin, localisée dans le département de l’Aisne. Il restait à s’emparer de la troisième ligne de défense allemande, la ligne Beaurevoir. Le 3 octobre, la 2e division australienne attaquait Beaurevoir mais fut arrêtée dans son élan. Elle conquit néanmoins le village de Montbrehain. Au soir du 5 octobre, la 2e division était relevée.
Après le 11 novembre 1918, la 2e et la 5e division australiennes étaient fusionnées. Les troupes australiennes furent transférées en Angleterre, en mai 1919. Le 1er avril 1921, le corps expéditionnaire australien était officiellement dissous.

## Lieux de mémoire
- À Péronne, dans le quartier de Mont-Saint-Quentin (49° 56'51.61" N 2° 55'55.91" E), où la 2e division australienne a capturé une des positions défensives allemandes les plus redoutables sur le front occidental, a été érigé, en 1925, un monument à la mémoire des soldats de la 2e division australienne.
- Les autres mémoriaux australiens ont la forme d'un large obélisque en pierre grise :
  - à Pozières, le mémorial à la 1re division australienne et une stèle à la 2e division australienne ;
  - à Sailly-le-Sec, le mémorial à la 3e division australienne ;
  - à Bellenglise, au lieu-dit « Les Chaudries », le mémorial à la 4e division australienne ;
  - à Zonnebeke au bois du Polygone, le mémorial à la 5e division australienne ;
- le mémorial national australien de Villers-Bretonneux ;
- le mémorial australien du Hamel, en souvenir de la bataille du Hamel.